# Elias Durmaz
Elias Durmaz, född 21 april 2000 i Örebro, Sverige, är en svensk fotbollsspelare som spelar för Gençlerbirliği. Han är yngre bror till Jimmy Durmaz.

## Karriär
Durmaz moderklubb är BK Forward. Inför säsongen 2015 flyttades han upp i A-laget. I december 2016 värvades Durmaz av Hammarby IF, där han anslöt till klubbens U19-lag.
I januari 2019 värvades Durmaz av Syrianska FC, där han skrev på ett tvåårskontrakt. Den 12 maj 2019 gjorde Durmaz sin Superettan-debut i en 2–1-förlust mot Mjällby AIF, där han blev inbytt i den 73:e minuten mot Anders Bååth.
I maj 2020 värvades Durmaz av Ettan-klubben Vasalunds IF.
I december 2022 värvades Durmaz av AIK, då han skrev på ett kontrakt fram till och med slutet av 2026. I augusti 2023 lånades Durmaz ut till Superettan-klubben GIF Sundsvall på ett låneavtal över resten av säsongen.
Den 7 februari 2024 presenterades Durmaz för den turkiska klubben Gençlerbirliği i TFF 1. Lig. Han skrev ett 2,5 års kontrakt till sommaren 2026.